# Statiekwartier
Het Statiekwartier is de officieuze benaming van de buurt rond het Centraal Station (de voormalige "Middenstatie") in Antwerpen. De buurt ligt grofweg tussen het De Coninckplein, de Leien, het station en de diamantwijk.

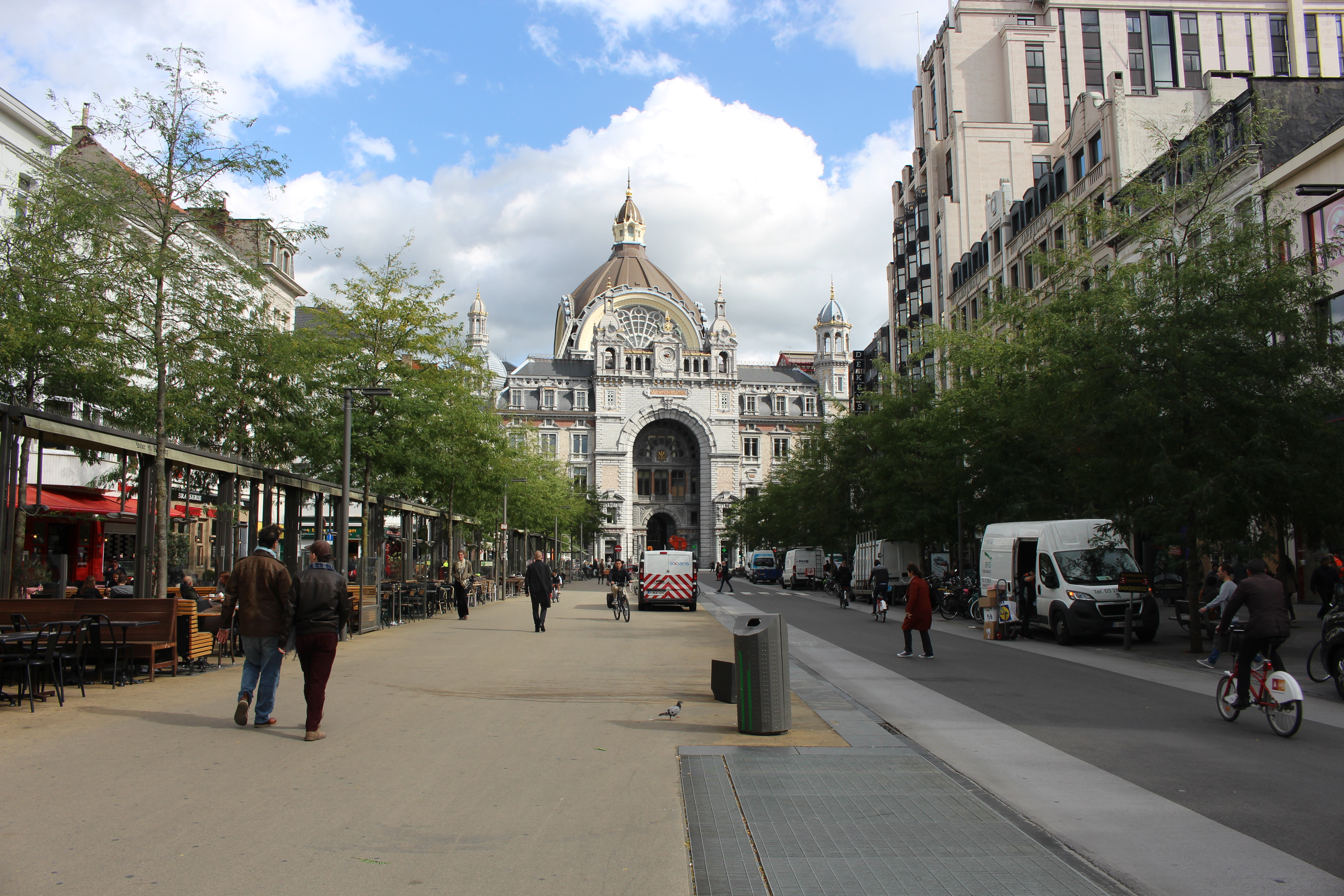
Het Centraal-Station in Antwerpen en de Century Center (rechts) gezien vanaf de De Keyserlei (postcode 2018) op 13 September 2017.

Tot de aanleg van de spoorweg in 1836 was de omgeving weinig verstedelijkt en huisden er nog een aantal keuterboertjes. Het station zorgde voor de ontwikkeling van de wijk, en er werden heel wat theaters, feestzalen,  restaurants, en later ook bioscoopzalen gevestigd. In 1893 kreeg de weg van het station naar de Leien de huidige naam De Keyserlei, die geen keizerlijke allures heeft, maar vernoemd is naar de kunstschilder Nicaise De Keyser. In 1939 braken er anti-joodse rellen uit in het Statiekwartier.
Begin jaren zestig kampten veel winkels met plaatsgebrek en sloten tientallen bioscoopzalen de deuren, de laatste zalen verdwenen begin jaren 90. Inmiddels werd er met Europese steun druk gewerkt aan de heropwaardering, en is er opnieuw een bioscoopcomplex. 
In 2011 werd de De Keyserlei heraangelegd om voetgangers nog meer prioriteit te geven en een wandelas te creëren die liep van het station, over de Meir, naar het historisch centrum. Het ontwerp van de heraanleg was van de hand van Manuel de Solà-Morales Rubio.